# Gafas de esquí
Las gafas de esquí o gafas de ventisca son unas gafas de gran tamaño con un único cristal (habitualmente no usan cristal sino plástico, para evitar daños en caso de caída) que proporcionan una mejor visión al esquiador o snowboarder cuando hay niebla o ventisca, además de proteger contra los rayos ultravioleta solares. Estas gafas suelen tener doble o triple cristal para evitar además que se empañen con el vaho del deportista. Pueden ser de diferentes colores, pero los cristales más claros -naranjas o amarillos- son los que mejor visibilidad proporcionan en condiciones de niebla, aunque también ofrecen menos protección frente a los rayos ultravioleta, al contrario que las lentes más oscuras.